# Cartman s'inscrit à la NAMBLA
Cartman s'inscrit à la NAMBLA (Cartman Joins NAMBLA en version originale) est le cinquième épisode de la quatrième saison de la série animée South Park, ainsi que le 53e épisode de l'émission.

## Synopsis
Cartman trouve que ses amis sont trop immatures. Après quelques tentatives de rencontres par le biais d'internet, Mephisto lui conseille de s'inscrire à la NAMBLA (North American Marlon Brando Look Alikes) mais celui-ci le confond avec une autre association (North American Man/Boy Love Association) — une association de pédophiles et pédérastes existant vraiment, qui affirme que « certains enfants tombent amoureux d'adultes ». Ravis de compter pour une fois un enfant parmi eux, les membres de la NAMBLA décident de faire de Cartman leur mascotte officielle. Les jeunes protagonistes sympathisent avec eux, mais s'aperçoivent finalement que les adultes qui se disent leurs amis désirent autre chose qu'un pur rapport amical. Bien que l'épisode aborde le thème de la pédophilie essentiellement sous l'angle de la dérision, dans le ton habituellement très cynique de la série, la scène finale la condamne clairement par le truchement d'une sorte de contre-morale : à la fin de chaque épisode de South Park ou presque, un des personnages énonce ce qu'il a appris — souvent Stan ou Kyle, parfois Cartman. Cette fois, les producteurs font s'exprimer un pédophile dans la morale : arrêté par la police, le président de la NAMBLA défend sa propre liberté sexuelle au nom des valeurs américaines. Tout le monde, y compris les policiers, a la larme à l'œil en écoutant son discours et l'on peut croire les personnages convaincus par ses propos, quand Kyle rappelle : « Putain... vous couchez avec des enfants ! » Stan conclura même par la suite : « Nous on veut bien croire à la tolérance et tout le bordel, mais vous : allez vous faire foutre ! »

## Mort deKenny
Kenny est renversé par l'ambulance qui est censée sauver son père. De plus, dans son cauchemar, Kenny se fait tuer par son frère fictif. Ses parents reprendront les phrases fétiches de Stan et de Kyle : « Oh mon dieu, il a tué Kenny! » (père) « Vilain bébé, vilain! » (mère).